# Charlotte Jacobs
Charlotte Jacobs (Sappemeer, 13 de febrero de 1847- La Haya, 31 de octubre de 1916), fue una feminista y farmacéutica neerlandesa. Fue la primera de su género en los Países Bajos con un título en farmacología y también activa dentro del movimiento de las mujeres. Era la hermana de Aletta Jacobs.
Charlotte Jacobs se convirtió en la segunda estudiante universitaria en los Países Bajos cuando comenzó sus estudios en Ámsterdam en 1877 y la primera farmacéutica en 1879. Fue farmacéutica en el hospital de Utrecht entre 1882 y 1884. En 1887-1912, dirigió su propia farmacia en Batavia en las Indias Orientales Neerlandesas.
En 1908, fundó el primer movimiento de mujeres Vereeniging voor Vrouwenkiesrecht en las Indias Orientales Neerlandesas. Luchó principalmente por oportunidades de educación para las mujeres en la colonia, y no solo para las mujeres holandesas. Regresó a los Países Bajos en 1912, donde participó activamente en el sufragio femenino y el movimiento por la paz.